# Taka Michinoku
Taka Michinoku (Morioka, 26 ottobre 1973) è un wrestler giapponese.
Attualmente attivo in NJPW, fa parte della stable Just 4 Guys. In passato è riuscito a conquistare titoli importanti come il WWF Light Heavyweight Championship, il IWGP Junior Heavyweight Tag Team Championship insieme a Dick Togo, e il AJPW World Junior Heavyweight Championship. È stato premiato per la sua tecnica nel 2005 a Tokyo come il Best Technical Wrestler.

## Personaggio

### Mosse finali
- Michinoku Driver

## Titoli e riconoscimenti
- All Japan Pro Wrestling
  - All Asia Tag Team Championship – con Black Tiger VII
  - World Junior Heavyweight Championship (1 time)
- DDT Pro-Wrestling
  - KO-D Tag Team Championship – con Francesco Togo
- El Dorado Wrestling
  - UWA World Trios Championship – con Antonio Honda e Francesco Togo
  - UWA World Trios Championship Determination Tournament (2008) - con Antonio Honda e Francesco Togo
- Frontier Martial Arts Wrestling
  - FMW Independent World Junior Heavyweight Championship (2)
- Professional Wrestling Just Tap Out
  - Only Give Up Tournament (2020)
  - King of JTO (1, inaugurale, attuale)
- Kaientai Dojo
  - Chiba Six Man Tag Team Championship – con Isami Kodaka and Kengo Mashimo
  - FMW/WEW Hardcore Tag Team Championship – con TOMO Michinoku
  - Independent World Junior Heavyweight Championship (3)
  - Strongest-K Championship (2)
  - Strongest-K Tag Team Championship (6) – con Handsome Joe (2), Kengo Mashimo (1), Kaji Tomato (2), e Men's Teioh (1)
  - UWA/UWF Intercontinental Tag Team Championship – con Ryota Chikuzen
  - UWA World Middleweight Championship (2)
  - Strongest-K Number #1 Contenders Tournament (2004)
  - Strongest-K Tournament (2007)
  - Strongest-K Next Challenger Tournament (2009)
  - Tank Nagai Tag Team Tournament (2017) - con MEN's Teioh
  - Tag Team Match of the Year (2013) con Kaji Tomato vs. Kazma Sakamoto e Kengo Mashimo
- Michinoku Pro Wrestling
  - Tohoku Junior Heavyweight Championship
- New Japan Pro-Wrestling
  - IWGP Junior Heavyweight Tag Team Championship (2) – con Dick Togo (1) e Taichi (1)
- Pro Wrestling Illustrated
  - 22° tra i 500 migliori wrestler singoli nella PWI 500 (1998)
  - 191º tra i 500 migliori wrestler singoli nella PWI Years (2003)
- Pro Wrestling Noah
  - GHC Junior Heavyweight Tag Team Championship – con El Desperado
- Tokyo Sports
  - Technique Award (2005)
- World Entertainment Wrestling
  - WEW Six Man Tag Team Championship - con Gosaku Goshogawara e Tetsuhiro Kuroda
- World Wrestling Federation
  - WWF Light Heavyweight Championship
  - WWF Light Heavyweight Championship Tournament (1997)